# Annickia polycarpa
Espèce
Annickia polycarpa, le Moambe jaune, est une espèce de plantes à fleurs de la famille des Annonaceae. C'est un arbre de taille moyenne présent en Afrique tropicale.

## Dénominations
Ce taxon porte en français le nom vernaculaire ou normalisé suivant : Moambe jaune.

## Taxonomie
L'espèce est décrite en 1817 sous le basionyme de Annona polycarpa par Alphonse Pyrame de Candolle puis reclassée dans le genre Annickia sous le taxon Annickia polycarpa en 1990 par A. K. van Setten (d) et Maas (d).

### Synonymes
Annickia polycarpa a pour synonymes :
- Annickia polycarpa (DC.) Setten & Maas ex I.M.Turner
- Annona polycarpa DC.
- Coelocline polycarpa A.DC.
- Enantia polycarpa (DC.) Engl. & Diels
- Melodorum polycarpum (DC.) Benth.
- Unona polycarpa DC.
- Xylopia polycarpa (DC.) Oliv.
- Xylopicrum polycarpum (DC.) Kuntze

## Description
C'est un arbre et taille moyenne.

## Répartition et habitat
On trouve l'arbre dans les régions boisées de l'ouest et du Centre de l'Afrique, de la Sierra Leone au Cameroun. En Côte d'Ivoire, il pousse en sous-bois dans les forêts denses.

## Reproduction
La dissémination de ses graines est facilitée par les éléphants, celles-ci étant capables de germer dans leurs excréments.